# Mademoiselle Chambon
Mademoiselle Chambon ist ein französisches Liebesdrama von Stéphane Brizé aus dem Jahr 2009. Es beruht lose auf dem gleichnamigen Roman von Éric Holder.
Mademoiselle Chambon, verkörpert von Sandrine Kiberlain, ist die Aushilfslehrerin von Jérémy, dem Sohn des Maurers Jean (Vincent Lindon). Dessen geordneter Alltag gerät durcheinander, als er in der Schule über seinen Beruf berichtet und sich zwischen ihm und der Lehrerin zärtliche Gefühle entwickeln.

## Handlung
Die Fließbandarbeiterin Anne-Marie und der Maurer Jean haben einen kleinen Sohn, Jérémy. Als Anne-Marie wegen Rückenproblemen krankgeschrieben wird, holt Jean seinen Sohn von der Schule ab. So lernt er Jérémys neue Lehrerin Véronique Chambon kennen, die für ein Jahr zur Aushilfe in der Schule der südfranzösischen Kleinstadt unterrichtet. Jean und Véronique sehen sich nun mehrfach nach Ende des Schultages, und eines Tages fragt sie ihn, ob er nicht am kommenden Samstag vor der Klasse über seinen Beruf erzählen wolle. Jean sagt zögernd zu. Er weiß dann die Kinder für seine Arbeit zu interessieren, und auch Véronique ist fasziniert, wie er davon erzählt. Nach dem Ende der Stunde fragt sie ihn wegen eines undichten Fensters um Rat. Er sieht sich das Fenster vor Ort an, befindet, dass es komplett ersetzt werden muss, und erhält von ihr den Auftrag dazu. Als er die Arbeit beendet hat, will er ihr Bescheid sagen, doch sie ist eingeschlafen. Er sieht sich in ihrer Wohnung um und entdeckt dabei auch ein Foto von ihr mit Geige. Als sie wieder wach ist, spielt sie ihm auf seine Bitte hin ein Stück vor, und er ist fasziniert. Später sieht er sie wieder, als sie Farbe für die Fensterrahmen kaufen will. Er berät sie und folgt ihr in ihre Wohnung. Sie leiht ihm einige CDs mit dem Stück, das sie ihm vorgespielt hatte. Als sie sich ein weiteres Stück anhören, das Véronique sehr mag, küssen sich beide schließlich und halten sich umarmt, bis die Musik aufhört.
Einige Tage später findet Véronique einen Zettel von Jean, auf dem er schreibt, dass er an sie denke. Jean erfährt kurz darauf von seiner Frau, dass sie schwanger ist. Als Véronique Jean auf seiner Baustelle besucht, wahrt er nun Distanz. Sie berichtet ihm, dass sie die Aussicht habe, an Jérémys Schule fest angestellt zu werden, und beabsichtige, sich im Ort niederzulassen. Darauf entgegnet ihr Jean, dass seine Frau ein Kind erwarte, was Véronique erstarren lässt und zum Aufbruch veranlasst. Zu Hause reagiert Jean nun gereizt, auf der Arbeit unbeherrscht und fahrig. Er ruft Véronique später an und spricht ihr auf ihren Anrufbeantworter, dass es ihm leidtue. Obwohl Jean weiß, dass Véronique zu Hause ist, geht sie nicht ans Telefon.
Der Alltag geht weiter, und am Ende des Schuljahres sagt Véronique die Festanstellung ab. Einige Tage vor ihrer Abreise bringt Jean ihr die CDs zurück, die er sich ausgeliehen hatte, und lädt sie ein, auf der Geburtstagsfeier seines Vaters in einigen Tagen Geige zu spielen. Sie zögert und hinterfragt sein Anliegen, kommt aber schließlich doch. Auf der Feier spielt sie ein gefühlvolles Stück, und Anne-Marie ahnt an Jeans Reaktion, dass beide Gefühle füreinander haben. Jean fährt Véronique nach Hause, zeigt ihr jedoch vorher seinen Lieblingsplatz, an dem man einen weiten Blick in die Ferne hat. Er erfährt, dass sie bereits am nächsten Morgen abreisen wird. An ihrer Wohnungstür wartet sie auf ihn, und beide schlafen am Ende miteinander. Er verspricht, mit ihr zu kommen. Am nächsten Tag wartet sie am Bahnhof auf ihn. Jean hat seine Tasche tatsächlich gepackt und betritt damit den Bahnhof, verharrt jedoch reglos an der Treppe zum Bahnsteig, bis der Zug abgefahren ist. Dann kehrt er zu seiner Familie zurück und setzt sich schweigend zu seiner Frau an den Tisch. Ihr Blick fällt auf die Reisetasche, sie beginnt jedoch ein Gespräch mit ihm, als wäre nichts vorgefallen.

## Produktion
Das Drehbuch verfassten Brizé und Florence Vignon nach dem gleichnamigen Roman von Éric Holder, der 1996 bei Flammarion erschienen ist.
Die Dreharbeiten fanden vom 8. September bis zum 10. Oktober 2008 in Marseille und in Pertuis statt. Es ist der erste Film, in dem Brizé mit Vincent Lindon zusammengearbeitet hat. Vincent Lindon und Sandrine Kiberlain, die seit 1998 miteinander verheiratet waren, lebten zum Zeitpunkt der Dreharbeiten bereits voneinander getrennt, und sagten beide erste nach längerem Zögern zu, in dem Film zusammen zu spielen. „Der Film ist quasi eine in entgegengesetzter Richtung laufende Zeitlupe dieser Liaison, eine Beziehungstherapie im Rückspiegel“, befand die Frankfurter Allgemeine Zeitung daher in ihrer Filmbesprechung.
Kameramann Antoine Héberlé, mit dem Brizé später drei weitere Filme gedreht hat, wurde von der Kritik wegen seiner „wundervoll innigen Fotografie“ gelobt. Format des Films ist Cinemascope, da dieses Bildformat nach Ansicht des Regisseurs dem Film Tiefe und „der einfachen Handlung eine ‚epische‘ Dimension“ gebe.

### Musik
Beraten bei der Auswahl der Musikstücke, die laut Regisseur für den Film von fundamentaler Bedeutung sind, wurde Brizé von der Filmkomponistin Ange Ghinozzi, die Violine spielt Ayako Tanaka.
Die Melodie, die Véronique Jean in ihrer Wohnung auf der Geige vorspielt, ist La Valse Triste von Franz von Vecsey; bei dem Stück auf der Geburtstagsfeier handelt es sich um Salut d’Amour von Edward Elgar. Sandrine Kiberlain übte fünf Monate lang jeden Tag zwei Stunden das Geigenspiel unter Anleitung von Cécile Moreau und Helène Roblin, einer Violinistin der Opéra de Paris. Die eigentlichen Aufnahmen der Stücke wurden nachträglich eingespielt.
Zum Abspann läuft das Lied Quel joli temps von Barbara.

## Veröffentlichung
Der Film lief am 14. Oktober 2009 in den französischen und belgischen Kinos an und wurde ab 12. August 2010 auch in den deutschen Kinos gezeigt. Das Erste zeigte Mademoiselle Chambon am 2. Oktober 2011 erstmals im deutschen Fernsehen.
2010 veröffentlichte Good!Movies eine DVD in deutscher und französischer Sprache zusammen mit einem Interview mit Stéphane Brizé.

## Kritik
Die Zeit nannte die Handlung nichts Neues und den Film selbst „nicht einmal spektakulär inszeniert.“ Mademoiselle Chambon sei jedoch „schönstes klassisches Schauspielerkino“. Auch für den film-dienst war Mademoiselle Chambon eine „einfache Geschichte, gerade und schmucklos“. Der Film sei „der Anti-‚amour fou‘-Film schlechthin. Er vermeidet jedes stürmisch-laute Gefühlschaos und widmet sich stattdessen ausgiebig dem stillschweigenden Einvernehmen in der Liebe, dem Unausgesprochenen und Unausgelebten.“
kino-zeit.de bezeichnete Mademoiselle Chambon als „Film über das Zögern, das vorsichtige Tasten, über Zurückhaltung und womöglich auch Angst“, während die Frankfurter Rundschau befand, dass es im Film darum gehe „was passiert, wenn jemand doppelt liebt.“

## Auszeichnungen
Mademoiselle Chambon gewann 2010 einen César für das „Beste adaptierte Drehbuch“ (Stéphane Brizé, Florence Vignon). Sandrine Kiberlain war zudem für einen César in der Kategorie „Beste Hauptdarstellerin“ nominiert, während Aure Atika eine César-Nominierung als „Beste Nebendarstellerin“ erhielt. Auf dem International Istanbul Film Festival gewann der Film einen FIPRESCI-Preis und den Spezialpreis der Jury.
Bei den Independent Spirit Awards war der Film 2011 für einen Independent Spirit Award als „Bester ausländischer Film“ nominiert.